# Total War: Rome II
Total War: Rome II est un jeu vidéo de stratégie développé par Creative Assembly et édité par Sega, pour Windows. Il constitue le huitième épisode de la série Total War, et est la suite de Rome: Total War, sorti en 2004.

## Scénario
Comme pour son aîné Rome: Total War, le jeu se déroule durant l'Antiquité romaine, de la création de la République romaine jusqu'à la fondation de l'Empire. Le souhait des développeurs est d'exposer plusieurs visions de l'Antiquité, de la part des Celtes, des Grecs, des Phéniciens…

## Système de jeu
Le jeu dispose d'une carte de campagne plus étendue que dans Rome: Total War : en dehors des zones d'extensions de l'Empire romain et de leurs environs, de nouveaux territoires à l'est sont disponibles. Ainsi, la carte s'étend de la Bretagne à la Bactrie, en passant par le bassin méditérannéen, la Germanie, l'Arabie et la Perse.
Un nouveau système graphique permet de suivre les soldats individuellement sur le champ de bataille.
Comme avec Total War: Shogun 2, le joueur doit considérer avec précaution les décisions à prendre. The Creative Assembly a approfondi ce système : lorsque le joueur prend une décision au cours de la campagne, il sera amené à en prendre d'autres qui ne pourront être que la conséquence logique des décisions précédentes.
Contrairement aux précédents opus de la série Total War qui n'assignaient des traits de caractères qu'aux généraux et aux agents, les légions disposent cette fois-ci également de leurs propres traits de caractère. Certains éléments de l'apparence des légions peuvent également être personnalisés par le joueur.
Le système politique a été totalement refait et amélioré. Chaque faction a au moins deux entités politiques qui se disputent le pouvoir. Le joueur choisit de faire partie de l'une d'entre elles. Le statut politique des différentes entités est basé sur un nouveau système de ressources, qui est à son tour fondée sur les faits et gestes des généraux et des personnages appartenant à une certaine entité politique. Si le joueur devient faible il peut se trouver impuissant à influer sur les affaires de son pays. À l'inverse, s'il devient trop puissant, ses rivaux pourront s'unir contre lui.
Dans certains cas, un joueur peut tenter de prendre tout le pouvoir devenant ainsi l'empereur ou le roi. Cependant, cela nécessitera une guerre civile.

### Carte de campagne
Il y a 173 régions qui sont regroupées en 57 provinces. Ces provinces sont des regroupements de régions (jusqu'à 4 régions) et chaque région dans une province peut être conquise séparément. Toutefois, le contrôle de toute une province permet au joueur de passer des décrets au niveau provincial qui offrent des bonus tel que l'augmentation du bonheur ou de la production militaire. Si le bonheur de la population descend trop bas dans une province, la région la plus malheureuse se révoltera et non toute la province.
Dans cet opus, les villages et les bâtiments de ressources ont disparu de la carte de campagne et sont regroupés dans une capitale régionale. Pour compenser cela, ces capitales auront automatiquement une garnison. Cette armée a une position de "raid" qui génère automatiquement du butin et réduit leur coût d'entretien.
Chaque province a une capitale provinciale avec des murs, contrairement à la plupart des capitales régionales. Les batailles de siège ne se produisent donc que sur ces grandes villes avec des murs ou des bâtiments militaires dans un effort de réduction des batailles de siège, et de fournir des scénarios alternatifs avec les villes plus petites.

### Champs de bataille
Outre les sièges et les batailles traditionnels, une myriade de nouvelles batailles sont disponibles dans Rome II. Ces types de batailles sont les suivants :
- Batailles navales/terrestres combinées : ces batailles se produisent en étant proche d'une ville côtière ou lorsque deux armées se trouvent à proximité de la côte. Dans ce dernier cas, la marine peut arriver par la mer pour soutenir les forces terrestres.
- Batailles de campement : ces batailles sont déclenchées si une armée attaque une autre qui est en position défensive. L'armée de défense a eu le temps de construire des fortifications autour de son périmètre, y compris les palissades de bois ou petits forts. Dans l'ensemble, la bataille va ressembler à un petit siège.
- Batailles de rivière : lorsqu'une armée tente de traverser une rivière navigable et une autre l'empêche de le faire. Des navires peuvent être présents.
- Les embuscades : elles sont différentes par rapport aux opus précédents. Les embusqués ont la capacité de placer des pièges, tels que des rochers enflammés, des pointes et ainsi de suite. L'armée prise au piège doit alors trouver un moyen de s'échapper. Ces batailles seront similaires à la bataille de Teutobourg, disponible dans les batailles historiques du jeu.

## Factions
Dans Total War: Rome 2, les factions antiques seront variées, chacune possédant sa propre architecture, ses propres technologies, ses propres unités, agents, et ses propres tactiques militaires. Les factions auront aussi leur propre régime politique. Les développeurs ont annoncé un nombre de factions très élevé, le plus grand de la série Total War, mais seules certaines seront jouables, plusieurs étant divisées en sous-factions ayant leurs propres caractéristiques.

### Jouables
Les factions « méditerranéennes » recherchent l'hégémonie et peuvent créer un empire personnalisable par le joueur, les factions dites « barbares » cherchent à unifier leurs peuples respectifs et peuvent créer une confédération que le joueur pourra personnaliser, et les factions « orientales » veulent unir les cultures, ce qui permettra au joueur de recréer un nouvel Empire.
| Faction   | Devise                            | Notes |
| --------- | --------------------------------- | --- |
| Rome      | Force, Honneur et Devoir          | Rome possède comme sous-factions les familles (ou gens) Julia, Cornelia et Junia. Le savoir-faire des Romains dans le domaine métallurgique leur assure de forts profits économiques. Par ailleurs, chaque citoyen est tenu de faire son service militaire, ce qui permet à la République romaine de disposer d'une armée puissante et disciplinée. |
| Carthage  | Démocratie, Commerce et Foi       | Comme Rome, cette faction est divisée en trois grandes puissances politiques, dont chacune confère des avantages militaires, économiques et culturels différents. |
| Macédoine | Gloire, Ordre et Puissance        | La Macédoine est le royaume héritier de l'empire d'Alexandre le Grand. Du côté de la tactique militaire, très peu de choses ont changé depuis cette époque. Les armées macédoniennes sont principalement composées de phalangistes et de cavaliers. La Macédoine n'ayant jamais été une véritable puissance navale, ses navires sont moins adaptés à la guerre que ceux de leurs voisins grecs. De plus, étant donné son passé expansionniste, il sera plus difficile de forger des alliances avec les peuples d'origine helléniques. |
| Iceni     | Fer, Conquête et Fierté           | Les Icènes sont une importante tribu du Sud-Est de la Grande-Bretagne. |
| Arvernes  | Croyance, Dignité et Pouvoir      | Les Arvernes sont le plus puissant des peuples gaulois, au régime politique complexe, qui ont développé une orfèvrerie raffinée et un système urbain novateur, les oppida. |
| Suevi     | Sang, Noblesse et Courage         | Les Suèves forment un peuple germanique installé dans les forêts d'Europe du Nord. |
| Parthie   | Tolérance, Justice et Profit      | Les Parthes, aussi appelés Empire arsacide, forment une confédération de cités iraniennes unies sous la bannière pourpre du « Lion de Nisa ». |
| Égypte    | Héritage, Indépendance et Pouvoir | L'Égypte est dominée par la dynastie grecque des Ptolémées (les Lagides). |

| Faction                | Devise                               | Notes |
| ---------------------- | ------------------------------------ | --- |
| Le Pont                | Ambition, Indépendance, Profit       | Le Pont est un royaume hellénique du Nord de l'Anatolie. |
| Athènes                | Connaissance, Sagesse et Prospérité  | La mère de la démocratie contrôle la région prospère de l'Attique et son influence culturelle et philosophique s'étend tout autour du bassin méditerranéen. |
| Épire                  | Croissance, Héritage et Commandement | Situé sur la mer Adriatique, l’Épire est un royaume bâti sur l'agriculture et la pêche. |
| Sparte                 | Discipline, Gloire et Conquête       | Avec sa longue tradition militaire, la cité de Sparte prospère et son influence s'étend au-delà du monde grec. |
| Séleucides             | Tolérance, Diversité et Force        | L'empire diadoque de Séleucos Ier domine un certain nombre de factions orientales. |
| Roxolans               | Persistance, Commerce et Conflit     | Les Roxolans sont un peuple de Sarmates nomades qui étendit ses pillages sur les territoires romains situés de l'autre côté du Danube. |
| Scythie                | Artisanat, Fierté et Volonté         | Les Scythes sont un ensemble de peuples nomades, originaires des steppes eurasiennes et qui ont poussé leurs expansion en Asie centrale et dans toute l'Europe de l'Est. |
| Massagètes             | Puissance, Indépendance et Défense   | Les Massagètes sont une tribu de guerriers nomades venus des steppes de la mer Caspienne. Leurs rangs sont formés d'habiles archers de cavalerie. |
| Nerviens               | Bravoure, Sévérité et Tradition      | Ce peuple celto-germanique, les Nerviens, était le plus féroce – et le plus brave – de toutes les tribus belges qui habitaient au nord de la Gaule, en plus d’être réputé pour le courage de ses hommes. |
| Boïens                 | Terre, Fierté et Troupeau            | Les Boïens, une tribu celte, étaient de fiers guerriers et, au moins à l'origine, des éleveurs semi-nomades. Leur nom lui-même dérive soit du mot pour « guerrier » ou « vache », faisant d'eux le « peuple guerrier » ou le « peuple éleveur ». |
| Galates                | Raid, Objectif et Dominer            | Celtes d'origine gauloise, les Galates s'installèrent et dominèrent l'Anatolie centrale et la Phrygie. Fiers guerriers, réputés pour leurs compétences, loyaux et féroces au combat, ils étaient des mercenaires très appréciés dans le monde hellénistique. Jules César fit don à Cléopâtre de 300 guerriers galates en 48 av. J.-C, pour la servir comme gardes du corps, tellement leur réputation était redoutable. |
| Lusitaniens            | Unité, Agilité, Foi                  | Les Lusitaniens sont une confédération de petites tribus ibériques. Ils étaient installés au sud-ouest de la péninsule bien avant que Rome et Carthage ne dérangent la région. |
| Cimmériens             | Fertilité, Tolérance, Stabilité      | Un royaume barbare situé à l'embouchure du Bosphore. |
| Pergame                | Bravoure, Croissance, Résilience     | Cité-État hellénistique en Asie mineure et grande puissance culturelle du monde antique. |
| Colchide               | Noblesse, Indépendance, Commerce     | Monarchie occupant l'actuelle Géorgie, au bord de la mer Noire. |
| Arvaques               | Alliance, Conquête, Fierté           | Leur capitale est Numance, à l'est du plateau "Meseta Central" qui passe au cœur de l'Ibérie. La topographie de la région se prête à la transhumance, ou la migration du bétail vers les plaines herbeuses de la vallée de l'Ebre. Principalement une société militariste, ils détiennent également le rite d'« excarnation », la pratique de laisser les corps des guerriers morts sur leurs portées funéraires        |
| Syracuse               | Souveraineté, Science, Richesse      | Syracuse n'est pas étrangère à la guerre, défendant farouchement son indépendance tout au long de sa longue et sanglante histoire. Une chaîne de dirigeants tyranniques dominent cette histoire, défendant la souveraineté syracusaine contre les autres grecs, les Carthaginois et les menaces intérieures, par une série de guerres dangereuses et éprouvantes.                                                       |
| Royaume gréco-bactrien | Profit, Fierté, Expansion            | Le royaume gréco-bactrien est un État hellénistique créé au milieu du IIIe siècle av. J.-C. lors de sa déclaration d'indépendance vis-à-vis de l'empire Séleucide. Le royaume fut souvent secoué par des troubles politiques, du fait de sa proximité avec les parthes et les séleucides, grands rivaux. Il finit par disparaître peu après avoir atteint son apogée en -130, absorbé par l'empire kouchan.             |

### Non-jouables
Ces factions ne sont pas jouables en mode campagne sauf avec l'ajout d'un mod. Elles sont répertoriées par groupe culturel ou par région.
Africaines
Carthagène, Gétules, Massaesyles, Garamantes, Libye antique, Blemmyes, Méroé, royaume d'Aksoum, Cyrène
Arabes
Himyar, Mascate, Minéens, Nabatéens, Gerrha, royaume de Saba, royaume de Qédar
Asie mineure (non-hellènes)
Chypre, Bithynie, Trabzon, Cappadoce
Brétons (Grande- Bretagne)
Brigantes, Calédonie, Demetae, Dumnonii, Eblani
Caucasiennes
Colchide, royaume d'Arménie, Karthli, Albanie du Caucase
Celtes (non-gauloises)
Aesti, Anartes, Eravisces Norique, Rhètes
Celtibères
Arvaques (jouables via le DLC Hannibal at the gates), Cantabres, Edetans, Gallaeci, Lusitaniens (désormais jouables via le DCL Hannibal at the gates), Turdétans, Vaccéens, Celtici
Daces
Biephi, Daces, Gètes (désormais jouables grâce à une mise à jour)
Gauloises
Atrébates, Éduens, Carnutes, Helvètes, Insubres, Ligures, Namnètes, Pictons, Scordiques, Trévires, Bituriges Vivisques, Volques
Germaines
Bastarnes, Bataves, Chérusques, Cimbres, Frisii, Goths, Lugiens, Marcomans, Ruges, Séquanes
Hellènes
Cnossos, Lydie, Massilia, Pergame, Rhodes, Royaume gréco-bactrien (jouable grâce à une mise à jour), Syracuse (jouable grâce au DLC Hannibal at the gates)
Illyriennes
Ardiéens (désormais jouable via le DLC Pirates and Raiders), Breuces, Daesitiates, Dalmates
Indo-Scythes
Arachosie, Sagartiens
Perses (Iran)
Atropatène, Babylone, Dahae, Drangiane, Grand Khorasan, Parthie, Persépolis, Aria (satrapie)
Italiques (non-gaulois)
Étrusques, Vénètes
Sarmates
Alains, Siraques
Scythes
Tauride, Budini, Thyssagetae
Thraces
Royaume des Odryses (jouable via le DLC Pirates and Raiders), royaume de Tylis (jouables grâce au DLC Pirates and Raiders), Triballes

## Extensions
Il existe de nombreux packs d'extension (DLC) téléchargeables via Steam
| Nom du DLC                | Description |
| ------------------------- | --- |
| Greek States Culture Pack | Déverrouille les factions de Athènes, Sparte et Épire |
| Nomadic Culture Pack      | Déverrouille les factions des Roxolans, Massagètes et Scythes royaux |
| Blood and Gore            | Ajoute des effets sanguinaires et de démembrement sur les soldats |
| Beasts of War             | Ajoute des nouvelles unités |
| Caesar in Gaul            | Ajoute une nouvelle carte de campagne centrée sur la Gaule. Déverrouille les Boïens, les Nerviens et les Galates.                                                            |
| Hannibal at the Gates     | Ajoute une nouvelle carte de campagne centrée sur la Méditerranée, l'Espagne et l'Italie. Déverrouille les Arvaques, Lusitaniens et Syracuse                                 |
| Pirates and raiders       | Déverrouille les factions du royaume des Odryses (Thraces), du royaume de Tylis (Gallo-thrace), et des Ardiéens (tribu illyrienne). Ajout d'une nouvelle culture balkanique. |
| Black sea colonies        | Déverrouille les Cimmériens, les Colchidiens et Pergame. |
| Wrath of Sparta           | Ajoute une nouvelle carte de campagne centrée sur la Grèce pendant la guerre du Péloponnèse.                                                                                 |
| Empire Divided            | Ajoute une nouvelle carte de campagne centrée sur la Crise du IIIe siècle où l'Empire romain est plongé dans une guerre civile.                                              |
| Desert Kingdoms           | Déverrouille Méroé, Nabatée, Saba et la Numidie. |
| Rise of the Republic      | Ajoute une nouvelle carte de campagne centrée sur l'Italie des Ve – IVe siècles av. J.-C. traitant de l'ascension de Rome dans la péninsule italienne.                       |

Certaines mises à jour ont permis l'ajout de nouvelles factions comme l'Empire séleucide, le Royaume gréco-bactrien (Baktria), le royaume du Pont et la tribu dace des Gètes, et d'autres éléments comme la bataille historique de Pydna. De même, certains mods permettent de déverrouiller toutes les factions du jeu.

## Modding
Des modifications du jeu original peuvent être apportées par les joueurs, on parle alors de "mod". La plupart d'entre eux sont proposés en libre accès aux autres joueurs sur certains sites communautaires et sur Steam via le workshop du jeu.

## Accueil
| Total War: Rome II    |      |        |
| Média                 | Nat. | Notes  |
| Eurogamer             | GB   | 7/10   |
| Gamekult              | FR   | 7/10   |
| GameSpot              | US   | 80 %   |
| IGN                   | US   | 88 %   |
| Jeuxvideo.com         | FR   | 17/20  |
| Compilations de notes |      |        |
| Metacritic            | US   | 76 %   |
| GameRankings          | US   | 76,5 % |

- Total Warː Rome II reçoit en France le prix Historia du jeu vidéo en 2013.